# Cultura di Dadiwan
La cultura di Dadiwan (大地灣文化) (5800-5400 a.C.) è una cultura neolitica le cui tracce sono state scoperte nella provincia di Gansu e nello Shaanxi occidentale, in Cina.
La cultura deriva il suo nome dai primi ritrovamenti avvenuti nel "sito di Dadiwan" (大地灣文化, pinyin=Dàdìwān yízhǐ). Nel sito furono trovati resti di miglio e di maiali.

Condivide alcuni aspetti con la cultura di Cishan e la cultura di Peiligang.

## Ritrovamenti
Il sito di riferimento di Dadiwan fu scoperto nella contea di Qin'an, nella provincia di Gansu e scavato dal 1978 al 1983. Dadiwan fu costruito su una piccola collina a sud del fiume Qingshui, poco lontano dal fiume Wei. Lo strato più antico dell'insediamento appartiene alla cultura di Dadiwan, lo strato intermedio è della cultura di Yangshao, mentre lo strato più recente fa parte della cultura di Longshan.
Il sito è risultato sede di un notevole e persistente insediamento che si è protratto dal 5800 al 3000 a.C.; sono stati infatti ritrovate 238 basi di case, 106 focolari, 357 pozzetti di cenere, 38 forni e 79 tombe. Inoltre sono stati trovati oltre 8.000 frammenti di vasellame e oggetti di uso comune.
Sono state ritrovate le fondazioni di un grande edificio di 290 m², che diventano 420 m² includendo il cortile esterno, noto come reperto F901, che secondo gli archeologi cinesi appartiene a una grande sala di ritrovo comune, in cui gli abitanti si riunivano attorno al focolare centrale. L'edificio è stato costruito su fondazioni rialzate in terra battuta, con pilastri del diametro di 80 cm e contornato poi con robusti muri di argilla cotta.